# Menhir de Kervédal
Le menhir de Kervédal est un menhir situé sur la commune de Penmarch, dans le département du Finistère en France.

## Historique
Le menhir est mentionné pour la première fois en 1919. Il est classé au titre des monuments historiques  par décret du 2 février 1929.

## Description
Le menhir est constitué d'un bloc naturel  mesurant 6,60 m de longueur. Ce bloc a été retouché, en utilisant une faille naturelle, afin de dessiner des jambes, un nombril et le ventre d'une femme mais la tête s'apparenterait plutôt à celle d'un cheval. Il a été découvert couché au sol reposant sur un lit de gros galets disposés tel un pavage, ce lit de galets reposant lui-même sur une couche d'argile compacte et très dure. Un seul objet archéologique a été découvert dans ce lit de galets, un gros percuteur, alors que les alentours du menhir étaient jonchés de débris de tous ordres, ce qui laisse penser que le menhir gît en position horizontale depuis très longtemps.

## Folklore
Fin XIXe siècle/début XXe siècle, il était de tradition d'allumer des feux ou des chandelles autour de la pierre, la veille des grandes fêtes religieuses catholiques, pour conjurer le mauvais sort. Selon une autre tradition, la pierre aurait été renversée au sol par Saint-Guénolé.

## Annexe